# I Decided (Solange)
I Decided è un singolo della cantante statunitense Solange Knowles, pubblicato nel 2008 ed estratto dall'album Sol-Angel and the Hadley St. Dreams.

## Tracce
- CD (USA)

1. I Decided (Part 1) (Neptunes Mix)
2. I Decided (Part 2) (Freemasons Mix)

- CD (UK)

1. I Decided (Part 2) (Freemasons Mix)
2. God Given Name (Soulshock & Karlin version)

## Sample
Nel brano sono presenti due samples, tratti da Where Did Our Love Go delle The Supremes (1964) e da Heat Wav di Martha and the Vandellas (1963).

## Video
Il videoclip della canzone è stato diretto da Melina Matsoukas.